# IC 2446
IC 2446 је спирална галаксија у сазвјежђу Рак која се налази на листи објеката дубоког неба у Индекс каталогу.
Деклинација објекта је + 28° 57' 5" а ректасцензија 9h 13m 31,3s. Привидна величина (магнитуда) објекта IC 2446 износи 13,9 а фотографска магнитуда 14,8. IC 2446 је још познат и под ознакама UGC 4855, MCG 5-22-15, CGCG 151-25, IRAS 09105+2909, PGC 26002.